# فرودگاه نیس کوت دازور
فرودگاه نیس کوت دازور (به انگلیسی: Nice Côte d'Azur Airport) (به زبان بومی: Aéroport Nice Côte d'Azur) یک فرودگاه همگانی حمل و نقل با کد یاتا NCE است که دو باند فرود آسفالت و بتن دارد و طول باند آن ۲۵۷۰ متر است. این فرودگاه در شهر نیس و در جنوب کشور فرانسه قرار دارد، همچنین این فرودگاه در ارتفاع ۴ متری از سطح دریا واقع شده‌است.